# Dynamine (protéine)
La dynamine est une famille de protéines cytoplasmiques associée aux clathrines et impliquée dans la formation de ces vésicules lors de l'endocytose. Elle est capable de se polymériser sous forme d'hélice lorsqu'elle est liée au GTP.

## Structure
Il s'agit d'une protéine d'environ 100 KDa. Les mammifères ont trois gènes, DNM1, DNM2 et DNM3 (codant les dynamines 1, 2 et 3), avec à chaque fois, plusieurs types d'épissage.  

## Rôle
Elle intervient dans l'organisation des microtubules. Elle a une activité de GTPase et facilite la formation de vésicule à partir d'une membrane lipidique.
Lors de l'endocytose médiée par des récepteurs spécifiques, il peut se former deux types principaux de vésicules : les unes recouvertes de cavéoline, les autres de clathrines. La dynamine est requise pour la formation de ces dernières.
Lorsque les clathrines reconnaissent et fixent un récepteur au niveau de la membrane plasmique, elles recrutent (à ce niveau) des molécules de dynamine-GTP. Celles-ci se polymérisent, formant dans un premier temps un anneau entre la vésicule en formation et la membrane plasmique (MP); cet anneau entoure le "pied" de MP par lequel est encore accrochée la vésicule, jusqu'à la formation complète de la vésicule.
L'hydrolyse du GTP conduit au changement conformationnel de l'anneau, amenant à la fission du manteau de clathrine, de l'anneau lui-même et au relargage de la vésicule dans le cytoplasme.
Le remplacement de GTP par du GTPgamaS, analogue structurel non hydrolysable, conduit à une polymérisation constitutive des dynamines : formant alors une hélice éloignant la vésicule de la MP mais sans relargage. Selon ce modèle, la dynamine agirait comme une protéine structurale, capable de générer des forces mécaniques. D'autres études laissent penser qu'elle pourrait avoir un rôle de switch moléculaire en intervenant comme une petite protéine permettant la séparation des effecteurs et l'individualisation de la vésicule.